# Rebel·lió de Tassos
La rebel·lió de Tassos fou un esdeveniment de l'any 465 aC, en què la ciutat de Tassos es va rebel·lar contra el control atenès, i va intentar renunciar a la seva pertinença a la Lliga de Delos. La rebel·lió va tenir el seu origen en un conflicte entre Atenes i Tassos pel control dels jaciments d'or a la zona continental de Tràcia, jaciments que històricament havien estat explotats per Tassos.
La rebel·lió va ser finalment sufocada després d'un llarg i difícil setge, però no abans que Esparta prometés en secret envair l'Àtica en suport dels tassis. Un terratrèmol que va desencadenar una rebel·lió ilota no va permetre a Esparta complir la seva promesa.
Tucídides esmenta l'episodi de la rebel·lió de Tassos com un dels esdeveniments durant la pentecontècia que va marcar la transformació de la Lliga de Delos en l'Imperi atenès. Els estudiosos moderns han estudiat l'esdeveniment per entendre millor la política interna d'Esparta, i han revelat la presència d'un fort partit pro-guerra durant el període de pau i harmonia entre Atenes i Esparta, que presagiava la ruptura de relacions que tindria com a resultat l'esclat de la Primera Guerra del Peloponès a finals de la dècada.

## Atenes i Tassos
Segons Tucídides, la disputa entre Atenes i Tassos va ser causada pel control del comerç a Tràcia i pel fet que els atenesos volien prendre el control d'una mina d'or que estava sota el control del tassis. La majoria dels estudiosos creuen que Atenes va ser l'agressora en aquesta disputa, tot i que G. E. M. de Ste. Croix ha argumentat que els atenesos intervenien en nom d'un estat més petit que patia la dominació de Tassos.La mina i els mercats eren participacions rendibles, i perdre'ls davant els atenesos hauria suposat un greu cop econòmic per a Tasos; a mesura que sorgia aquesta disputa, Atenes també va enviar un gran grup de colons per fundar una colònia anomenada Ennea Hodoi ("els nou camins") a al mateix lloc on més tard es trobaria Amfípolis. Aquesta colònia, si hagués perdurat (fou esclafada pels habitants nadius de la zona al cap de poc temps), hauria servit com a base per estendre el poder i influència atenesos en una regió controlada històricament pels ciutadans de Tassos. Tassos era un poderós estat naval i un membre fundador de la Lliga de Delia, i en lloc de cedir a aquestes incursions ateneses, els tassis van optar per resistir militarment.

## Guerra
La ciutat de Tassos va ser assetjada després d'una batalla inicial que va acabar en victòria per a Atenes. El setge es perllongaria durant més de dos anys, durant els quals la població de Tasos va patir greus penúries; Existeix una anècdota del setge segons la qual tots els que van proposar rendir-se davant els atenesos van ser sentenciats a la pena de mort, i una altra que afirma que les dones de Tassos es van tallar els cabells per tenir material amb el qual confeccionar cordes. Aquesta resistència tan decidida pot haver estat en part el resultat de la notícia del revés patit pels atenesos a Ennea Hodioi, on els colons van ser derrotats per tribus locals (no és clar si només van morir els 300 homes que conformaven l'escorta o si van ser aniquilats els 10 000 colons) Tassos també esperava l'alleujament que portaria una intervenció externa; els seus habitants havia sol·licitat l'ajuda d'Esparta i havien rebut una promesa secreta d'auxili en forma d'una invasió a l'Àtica. No obstant això, aquesta promesa no va arribar a materialitzar-se, ja que un terratrèmol a Lacònia va causar desordres a Esparta i va encendre una rebel·lió ilota que mantindria ocupat l'exèrcit espartà durant diversos anys.Per tant, Tassos finalment es veié obligada a rendir-se el 463 aC

## Importància del conflicte i les seves conseqüències
Els atenesos van imposar un dur acord als seus rivals derrotats. Tassos va haver d'abandonar les seves reclamacions sobre els territoris en disputa del continent, va enderrocar les seves muralles, va renunciar a la seva flota i va acceptar pagar indemnitzacions i tributs a Atenes.Al principi, aquest tribut consistia en només 3 talents l'any, però a la dècada del 440 aC. va augmentar a 30 talents.; Alguns historiadors han considerat aquest increment com un senyal que la mina i altres possessions de Tasos havien estat retornades, altres creuen qque reflecteix un retorn a la prosperitat després de la devastació de la guerra, i un tercer grup opina que l'impost de 3 talents era anormalment baix i que reflectia la càrrega de la indemnització que els tasis pagaven, per la qual cosa l'augment només reflectia un càlcul realitzat sobre la base de la riquesa de tota l'illa de Tasoss.
El compromís espartà d'intervenir en el conflicte ha estat analitzat àmpliament pels estudiosos del tema en un intent de discernir el funcionament intern del govern d'Esparta durant aquell període. Els erudits moderns han citat la promesa a Tassos com a testimoni de l'existència d'un partit bel·licós actiu a Esparta fins i tot durant els temps de pau entre Atenes i Esparta als anys 470 i 460 aC; Tot i que el pla dels bel·licistes es va veure frustrat pel terratrèmol que va sacsejar Lacònia, el sentiment antiatenenc va desencadenar pocs anys després el rebuig a Cimó i el seu exèrcit, que havien estat enviats des d'Atenes per ajudar a sufocar la rebel·lió dels ilotes, i posà en marxa els preparatius per a la Primera Guerra del Peloponès.